# Alfombra Pazyryk
La alfombra Pazyryk (en persa: فرش پازیریک‎, en ruso: Пазырыкский ковёр) llamada de Kurgán n.º 5 o alfombra de Gorno-Altái, es una de las alfombras más antiguas del mundo que aún se conservan. Fue descubierta en 1949 por el arqueólogo soviético Serguéi Rudenko en la tumba de un príncipe escita situada en el valle de Pazyryk en República de Altái, ubicado en el macizo de Altái de Siberia. Actualmente se conserva en el Museo del Hermitage de San Petersburgo, Rusia.

## Características

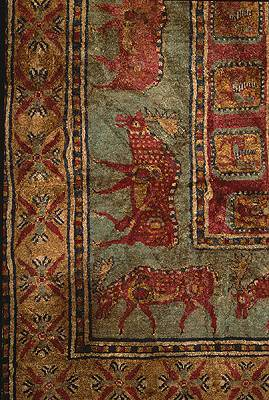
Detalle

Es uno de los hallazgos más importantes de Pazyryk. Sus dimensiones son de 200 × 183 cm y tiene 3600 nudos por dm², lo que es una densidad más alta que la mayoría de las alfombras modernas. La alfombra está confeccionada con lana anudada sobre un modelo de nudos simétricos.
El centro de la alfombra contiene un motivo de lazo o cinta, mientras que en el borde hay una procesión de ciervos o renos, y en otro borde guerreros a caballo. Son temas que recuerdan el deambular de los jinetes nómadas de las estepas.

## Origen
La alfombra se ha preservado muy bien porque fue conservada por el hielo que se formó en la tumba después de una inundación. Su origen es debatido; hay quien piensa que fue realizada por los escitas, y otros creen que lo fue por los persas aqueménidas. Una de las hipótesis es que se realizó en la antigua Armenia alrededor del año 400 a. C. En general, se data del siglo V a. C., aunque estudios recientes con carbono 14 la datan de alrededor de 328 a. C.-200 a. C..
En el yacimiento se han encontrado objetos de seda y bronce procedentes del otro lado de la Muralla china. Esto demuestra que los nómadas siberianos tenían relaciones con culturas distantes.